# Hawker F.20/27
El Hawker F.20/27 fue un diseño de caza británico construido según una especificación del Ministerio del Aire por un interceptor a finales de la década de 1920. Se trataba de un biplano monoplaza propulsado por un motor radial; el desarrollo del Hawker Fury, muy similar pero con motor V-12, demostró ser superior y sólo se construyó un F.20/27.

## Diseño y desarrollo
El diseño del Hawker F.20/27 fue presentado al Ministerio del Aire en noviembre de 1927 en respuesta a la Especificación F.20/27 del mismo Ministerio por un caza interceptor. Se encargó un prototipo para compararlo con los de otros fabricantes, incluidos el Armstrong Whitworth Starling II, el Bristol Bullpup, el De Havilland DH.77, el Fairey Firefly II, el Saunders A.10, el Vickers Jockey y el Westland Interceptor. Al final no se adjudicaron contratos y se retiró la especificación, pero el contendiente con motor radial de Hawker condujo directamente al muy exitoso Fury propulsado por un motor refrigerado por líquido.
El F.20/27, a veces denominado Interceptor, era un biplano limpio, monomotor, de un solo asiento y de un solo vano, recubierto de tela sobre una estructura de metal. Las alas de envergadura desigual tenían cuerdas paralelas y no tenían aflechamiento, pero estaban muy decaladas. Los alerones se llevaban en las alas superiores, y sólo los planos inferiores tenían diedro. Los soportes entre planos estaban fuertemente inclinados hacia afuera. La cola era convencional con el plano de cola arriostrado desde abajo; tanto él como el empenaje tenían superficies de control no compensadas.
La parte superior del fuselaje estaba ligeramente jorobada, con el piloto sentado en una cabina abierta justo detrás del ala superior, que tenía un pequeño recorte redondeado para mejorar la visibilidad. El tren de aterrizaje principal fijo de un solo eje tenía sus patas principales ligeramente inclinadas hacia atrás desde el fuselaje y arriostradas hacia atrás desde el eje hasta las raíces del larguero trasero del ala inferior. Se instaló un patín trasero.
Esta descripción casi podría describir tanto al Fury como al F.20/27, ya que los dos aviones eran muy similares. Sin embargo, había pequeñas diferencias: por ejemplo, el borde de ataque del plano de cola era más recto en el Fury y poseía elevadores compensados por superficie. El Fury también tenía una mayor distancia entre planos; debido al decalaje, esto hacía que el ala superior estuviera más adelantada y eliminaba la necesidad del recorte para el piloto. Con mucho, la diferencia más importante tanto a nivel visual como aerodinámico era la instalación del motor, ya que el F.20/27 tenía un motor radial, inicialmente el Bristol Jupiter de nueve cilindros y 336 kW (450 hp). Este estaba montado en un morro delgado, pero con gran parte de los cilindros expuestos para la refrigeración, en contraste con los contornos suaves de la instalación V-12 del Fury. Este último requería un radiador, con una penalización de resistencia, pero resultaba que no era tan grande como la que pagaba la instalación radial.
El F.20/27 voló por primera vez en agosto de 1928 y poco después fue a RAF Martlesham Heath para realizar pruebas. Regresó a Hawker en mayo de 1930, donde fue rediseñado con un Bristol Mercury VI de 388 kW (520 hp) y considerada la adición de un anillo Townend; pero a estas alturas, el rendimiento superior del Fury, aproximadamente un 10 % más rápido a pesar de dimensiones, forma y relación potencia-peso muy similares, demostró que el motor refrigerado por líquido con un área frontal baja y con capota eficiente era el camino a seguir para los interceptores.

## Especificaciones (motor Mercury VI)
Referencia datos: Mason

### Características generales
- Tripulación: Uno (piloto)
- Longitud: 7,2 m (23,5 ft)
- Envergadura: 9,1 m (30 ft)
- Altura: 2,9 m (9,4 ft)
- Superficie alar: 21,2 m² (228,2 ft²)
- Peso vacío: 977 kg (2153,3 lb)
- Peso cargado: 1429 kg (3149,5 lb)
- Planta motriz: 1× motor radial de 9 cilindros en una fila refrigerado por aire Bristol Mercury VI.
  - Potencia: 390 kW (538 HP; 530 CV)
- Hélices: Bipala de madera
- Capacidad de combustible: 250 L

### Rendimiento
- Velocidad máxima operativa (Vno): 325 km/h (202 MPH; 175 kt) a 3000 m (10 000 pies)
- Alcance: 3 h 10 min
- Techo de vuelo: 7600 m (24 934 ft)
- Tiempo a altitud: 5 min 5 s para 3000 m (10 000 pies)

### Armamento
- Ametralladoras: 

  - 2x Vickers de 7,7 mm fijas frontales en el fuselaje delantero

## Aeronaves relacionadas

### Desarrollos relacionados
- Hawker Fury

### Aeronaves similares
- Armstrong Whitworth Starling II
- Bristol Bullpup
- De Havilland DH.77
- Fairey Firefly II
- Saunders A.10
- Vickers Jockey
- Westland Interceptor